# 环杭州湾大湾区
环杭州湾大湾区，又称杭州湾大湾区、浙江省大湾区、沪杭甬大湾区、江浙沪大湾区、长三角大湾区、浙沪大湾区，是浙江省与上海市规划中的湾区，也被媒体称为“中国第二个大湾区”，规划中湾区将以上海市以及浙江省的杭州、宁波三市为轴心，并涵盖嘉兴、绍兴、舟山等杭州湾沿岸城市以及毗邻地区。目前湾区规划已经向中国全国人民代表大会提出建议案，但仍未批复。浙江大学教授陈建军则认为，环杭州湾大湾区不会成为国家战略，而是与江苏的扬子江大都市群对标成为长江三角洲经济区的一体化的重要途径。

## 背景
长江三角洲地区地处中国东部沿海一带一路与长江经济带交汇处，地理位置优越，长期以来都是中国经济最为活跃的地区之一。根据2016年5月国务院批准的《长江三角洲城市群发展规划》，长三角地区城市群总人口达1.5亿人，地区生产总值占到全国近五分之一，并跻身全球第六大城市群。长三角地区坐拥上海港和宁波舟山港两大世界级港口，同时也是中国经济中心、制造业中心之一，传统产业集群非常发达，更有如浙江大学、上海交通大学等一流的高等教育资源，并且在互联网、电子商务等有着阿里巴巴、网易、大华等大型新兴产业企业。2008年建成的杭州湾跨海大桥更是串起沪杭甬三大中小城市，推动如宁波杭州湾新区等地经济发展，促进一体化发展。
浙江、上海所处的环杭州湾地区则在历史上协同合作能力优于粤港澳地区，并且区域间发展层次较为均衡，政治制度没有一国两制的割裂，城市间产业互补合作更为明显。但相较于粤港澳大湾区，浙江所属的环杭州湾区还有许多不足，例如在人口密度、经济密度不如珠三角地区，产业层次以传统低端为主，城市间分工定位不明确；相较于同一区域内的苏南地区，外资投资以及出口能力不足，规模以上工业企业数量偏少，传统产业仍占主导，高新企业数量仅仅为苏南、上海的约一半，科研投入、高等院校数量及人力资本质量都偏低，劳动生产率相对落后。

## 历史
早在2003年12月，习近平担任浙江省委书记时，浙江省人民政府就提出主动接轨上海，积极参与长三角经济合作，并颁布了《环杭州湾地区城市群空间发展战略规划》，将环杭州湾地区作为经济发展重点，当时浙江省内环杭州湾地区的协同发展即已初具雏形。
2017年3月5日，中国国务院总理李克强在《政府工作报告》上明确提出制定粤港澳大湾区城市群发展规划。随后在2017年6月12日，浙江省省委书记车俊在浙江省第十四次党代会提出谋划实施“大湾区”建设，重点建设杭州湾区，并支持台州湾区，省内湾区联动发展的构想。2017年7月12日，国务院副总理、上海市市长韩正在浙沪经济座谈会上表示“上海将全面积极响应浙江省委、省人民政府提出的深入推进小洋山区域合作开发、共同谋划推进环杭州湾大湾区建设”。
2017年12月4日，在浙江乌镇举办的第四届世界互联网大会上，浙江省省长袁家军明确在演讲中提出要“力争到2035年把杭州湾经济区建成世界级大湾区”。2017年11月30日，在第四届世界浙商大会上，浙江省发改委首次发布浙江大湾区建设路线图，宣布万亿投资十大平台百余项目来支持湾区建设。2018年中国全国两会期间，全国人大浙江省代表俞学文提交了《关于将杭州湾大湾区提升到国家战略的建议》，全国政协委员、浙江省科学技术厅副厅长王坚则提交《关于将杭州湾大湾区打造成具有世界级竞争力的创新型湾区的提案》，杭州市副市长谢双成在京接受记者专访即提出要把杭州湾大湾区建设列入国家发展战略。

## 规划前景
在2003年浙江省人民政府印发的《环杭州湾地区城市群空间发展战略规划》上就将环杭州湾地区定义为“以上海为龙头的长江三角洲地区的重要组成部分，包括杭州、宁波、绍兴、嘉兴、湖州、舟山六市”，而浙江南部的温州、台州也被纳入环杭州湾地区腹地。尽管被冠以“杭州”湾区，但各界普遍认为湾区的核心应当是上海。但是因為规划初期浙江省並未提及上海，許多專家认为杭州将借机取代上海地位，也引發灣區中心城市是上海還是杭州的爭議。还有专家指出，长三角地区将会建设以上海为中心以长江沿岸和杭州湾沿岸城市为两翼的“Σ”形湾区。
而根据浙江省已经披露的规划看，浙江大湾区将会以浙江自贸区为一港，杭州、宁波两大都市区为两极，在沿杭州湾的五地级市建设杭州城西科创大走廊、宁波甬江科创大走廊、嘉兴G60科创大走廊三个走廊，以及杭州江东新区、宁波前湾新区、绍兴滨海新区、湖州南太湖新区四个新区。但是单凭浙江省，与世界级湾区相比，还缺乏重大科学基础设施，一流高等院校只有浙江大学一所，没有世界级的新兴产业集群，产业仍以传统产业为主。针对科技创新能力的不足，浙江省也提出了大力发展数字经济、推动“互联网+”建设的规划。